# Kastanienzaunkönig
Der Kastanienzaunkönig (Cantorchilus nigricapillus) ist eine Vogelart aus der Familie der Zaunkönige (Troglodytidae), die in Nicaragua, Costa Rica, Panama, Kolumbien und Ecuador verbreitet ist. Der Bestand wird von der IUCN als nicht gefährdet (Least Concern) eingeschätzt.

## Merkmale
Der Kastanienzaunkönig erreicht eine Körperlänge von etwa 12,6 bis 15,6 cm. Die Zügel sind grau, das Gesicht schwarz mit schmalem weißem Überaugenstreif, unvollständigem Augenring und einem weißen Fleck im hinteren Ohrdeckenbereich. Der Oberkopf und der Nacken sind ebenfalls schwarz, während der Rücken, die Schultern und der Bürzel stark rötlich bis kastanienbraun gefärbt sind. Die Handschwingen und die Armschwingen wirken warm kastanienfarben mit schwarzen Streifen. Die kräftig braunen Steuerfedern werden von dicken schwarzen Binden durchzogen. Die Kehle und die Unterseite sind weiß, was am Hinterbauch und den Flanken in ein warmes Braun übergeht. Die schwärzlichen Streifen von der Brust runter  werden nach hinten breiter. Beide Geschlechter ähneln sich, auch wenn die Weibchen etwas matter wirken. Jungtiere haben ein weniger helles Gefieder mit weniger Kontrasten zwischen Oberkopf und Rücken. Die Augen sind mausbraun bis rotbraun, der Oberschnabel ist schwarz, der Unterschnabel bläulich grau mit orangegelber Basis und die Beine sind dunkelgrau bis schwarz.

## Verhalten und Ernährung
Die Ernährung des Kastanienzaunkönigs besteht wohl überwiegend aus Wirbellosen. Zu seiner Beute gehören Käfer, Echte Grillen, Raupen, Webspinnen und andere Insekten. Zusätzlich zu Spinnen und Käfern wurde im Mageninhalt von drei Vögeln aus Panama Ohrwürmer und die Eier von Schaben gefunden. Er sucht das Futter auf Blättern, Zweigen und im Geäst, indem er sie mit seinem Schnabel in hängender Vegetation oder verwickelten Schlingpflanzen sucht und stupst. Wenn sich Menschen nähern, beobachtet er diese neugierig und ist dabei meist paarweise unterwegs. Es kann aber auch vorkommen, dass er teils versteckt in der Vegetation bleibt und so nur schwer zu entdecken ist. Die Vögel auf Escudo de Veraguas scheinen besonders zahm zu sein. Er gilt als äußerst territorialer Vogel. In einer Studie in Panama fand man heraus, dass Weibchen mit ihrem Gesang das Territorium vor anderen Weibchen verteidigen. Im Gesangsduett von Pärchen scheint diese Strategie nicht zu funktionieren. Der Kastanienzaunkönig ist kein geselliger Vogel und er mischt sich nur selten unter andere Arten.

## Lautäußerungen
Der Gesang des Kastanienzaunkönigs beinhaltet trockenes, hartes, krächzendes Geschnatter ähnlich wie Kardinäle der Gattung Habia. Diese klingen wie harte rollende prrrrk- oder scharfe, metallische tschrink-, aber auch wie tschur-r-r-rk-Töne. Andere Laute sind ein stotterndes sst-sst-tschurrr und ein beschleunigtes Crescendo ähnliches sssssssch-wauwer. Aus Kolumbien und Ecuador werden die Laute als hist-o-whIP bzw. hitoWIP! beschrieben. Der Gesang ist laut, kraftvoll und explosiv und wird als schnelle Wiederholung klarer, kräftiger, verworren klingelnder Pfiffe und Getriller beschrieben, die teils antiphonisch klingen. So scheint es, dass ein Partner den Anfang des Liedes des anderen Partners übernimmt und schließlich seine Liedinhalte einfügt. Jede Liedphrase wird einige Male wiederholt, bevor man abrupt in die nächste wechselt. Pfiffe werden regelmäßig wiederholt, dann variiert und wieder wiederholt. Dies kann dann wie chit-i-sit, chit-i-sit, swity-it, swity-it bzw. swity-tu swity-tu oder swit-wi-hi, swit-whi-hi klingen.

## Fortpflanzung
Der Kastanienzaunkönig ist ein eher monogamer Vogel, bei dem die Paare das ganze Jahr über zusammen bleiben. Auch die Jungtiere scheinen über einige Monate bei den Eltern zu verbleiben. Die Paare singen oft im Duett, auch wenn es oft ein Ergebnis des männlichen Verhaltens zu sein scheint. Untersuchungen in Panama weisen darauf hin, dass Männchen singen, um den Weibchen zu imponieren und im Duett die Bereitschaft zur Paarung auszuloten. Im Gegensatz dazu scheint das Weibchen den Gesang dazu zu nutzen, ihre Aggression gegen gleichgeschlechtliche Artgenossen zu demonstrieren. Es gibt Hinweise darauf, dass Männchen den Gesang von Weibchen attraktiv finden und so oft ins Duett einsteigen. Trotzdem scheint es nicht so zu sein, dass Weibchen den Gesang anstimmen, um Männchen anzulocken. In Costa Rica ist die Brutsaison von März bis Oktober, während in Panama die Brutsaison etwas langwieriger andauert. So wurden frisch geschlüpfte Nestlinge im März entdeckt und es gab Nestbau im November. In Kolumbien brütet er von Januar bis August. Das Nest wird von beiden Geschlechtern gebaut. Es wird als ellenbogenförmig beschrieben mit einem Schlaucheingang. Dabei ist es ca. 25 cm lang und 8 bis 13 cm im Durchmesser des dickeren Endes. Zum Bau verwendet er Pflanzenstängel, Gras, Wurzeln, Blattskelette und Streifen von Helikonien-Blättern und verziert diese spärlich mit Moos und Schlingpflanzenranken. Innen wird es mit Blattskeletten und feinen Grasstängeln ausgelegt. Das Nest wird in 1,6 bis 5 Metern über dem Boden in der Verbindung eines aufrechten oder nach unten zeigenden Astes angebracht. Im Gegensatz dazu baut die Unterart in Escudo de Veraguas eine runde Kugel mit ca. 200 mm Durchmesser, welche aus Palmblättern und anderen Fasern besteht und am Ende eines schlanken Asts angebracht wird. Auch C. n. reditus scheint eine unordentliche Kugel aus gelblich weißen Fasern zu bauen, die die Größe einer Kokosnuss hat. Dieses fand man über den Río Pequení einige Meter aus dichtem Unterholz herausragenden Ast. Die Art legt zwei bis drei Eier, die weiß mit rötlich braunen oder zimtbraunen Flecken über die gesamte Fläche gefärbt sind. Am dickeren Ende gibt es etwas mehr Flecken. Ein Ei maß 23 × 16 mm, ein anderes 25 × 16,5 mm und ein drittes 24 × 17,0 mm.

## Verbreitung und Lebensraum
Der Kastanienzaunkönig bevorzugt Dickicht entlang von Wasserläufen, Lagunen in Waldgebieten, Galeriewälder und oft überwachsene Lichtungen sowie dichte Sekundärvegetation an Waldrändern. Gelegentlich sieht man ihn auch neben Straßen. Die Nähe zu Wasser scheint ein wichtiger Faktor für sein Habitat zu sein. Außerdem scheint er das Unterholz von fortlaufendem Wald zu meiden. Trotzdem ist er im Wald unterwegs, sofern der Lebensraum für ihn passt. Besonders gern scheint er Helikonien-Dickicht zu mögen. Regelmäßig findet man ihn auch in gut bewachsenen Gärten. In der Provinz Darién kommt er auch im Uferschilf vor. Auch wenn er wasserhaltiges Habitat in den meisten Verbreitungsgebieten bevorzugt, kommt er in Nicaragua in deutlich trockenerem Habitat vor.

## Unterarten
Es werden sieben Unterarten unterschieden:
- Cantorchilus nigricapillus costaricensis (Sharpe, 1882)[4] kommt vom Südosten Nicaraguas über Costa Rica bis in den Westen Panamas vor. Die Unterart ist besonders stark kastanienfarben mit nur sehr wenigen Streifen. Jungtiere sind blasser zimtfarben mit weniger Streifen auf der Brust. Es fehlen die Flecken im hinteren Unterbereich.[1]
- Cantorchilus nigricapillus castaneus (Lawrence, 1861)[5] ist in Zentralpanama verbreitet. Die weiße Kehle steht in starkem Kontrast zur kräftigen kastanienfarbenen Oberseite. Dabei hat er keine oder wenige Streifen.[1]
- Cantorchilus nigricapillus odicus (Wetmore, 1959)[6] ist auf der Escudo-de-Veraguas-Insel verbreitet. Die Unterart ist blasser als C. n. costaricensis und hat einen größeren Schnabel.[1]
- Cantorchilus nigricapillus reditus (Griscom, 1932)[7] kommt im Nordosten Panamas vor. Die Subspezies ist am hellsten von allen Unterarten. Das Weiß der Brust ist erweitert und er hat einige schwarze Streifen an den Flanken und im Steißbereich.[1]
- Cantorchilus nigricapillus schottii (Baird, SF, 1864)[8] kommt von der Provinz Darién bis in den Nordwesten Kolumbiens vor. Die Unterart hat engere Streifen auf der Unterseite als die Nominatform.[1]
- Cantorchilus nigricapillus connectens (Chapman, 1912)[9] ist im Südwesten Kolumbiens verbreitet. Die Subspezies weist auf der Oberseite erheblich mehr Streifen auf der Oberseite auf als die Nominatform.[1]
- Cantorchilus nigricapillus nigricapillus (Sclater, PL, 1860)[10] kommt im Westen Ecuadors vor.

Mitochondriale-DNA-Analyse durch Maribel Arlene González Torres, Jessica Reese Eberhard, Irby John Lovette, Storrs Lovejoy Olson und Eldredge Bermingham aus dem Jahre 2003 unterstützt die These der Unterteilung in zwei Kladen. Dabei beinhaltet die castaneus-Gruppe C. n. costaricensis, C. n.odicus, C. n.castaneus und C. n. reditus und die nigricapillus-Gruppe C. n. schottii, C. n.connectens und C. n. nigricapillus.

## Etymologie und Forschungsgeschichte
Die Erstbeschreibung des Kastanienzaunkönigs erfolgte 1860 durch Philip Lutley Sclater unter dem wissenschaftlichen Namen Thryothorus nigricapillus. Das Typusexemplar wurde von Louis Fraser in Ecuador gesammelt. 2006 führten Nigel Ian Mann, Frederick Keith Barker, Jefferson Alden Graves, Kimberly Anne Dingess-Mann und Peter James Bramwell Slater die für die Wissenschaft neue Gattung Cantorchilus ein. Dieser Name leitet sich von »cantus« für »Lied« und »orkhilos ορχιλος« für »Zaunkönig« ab. Der Artname »nigricapillus« lässt sich vom lateinischen »niger« für »schwarz« und »-capillus, capillus« für »bedeckt, Hauthaar« ableiten. »Schottii« ist dem deutschen Naturforscher Arthur Carl Victor Schott (1814–1875) gewidmet. »Costaricensis« bezieht sich auf das Land Costa Rica. »Castaneus« bedeutet kastanienfarben von »castanea« bzw. »kastanon καστανον« für »Kastanie«. »Odicus« ist das lateinische Wort für »musikalisch« und kann von »ōdikos, ōdē ωδικος, ωδη« für »Musiker, Lied« hergeleitet werden. Schließlich bedeutet »reditus« »Rückkehr« von »redire« für »rückkehren«.